# Michael Ott (Literaturwissenschaftler)
Michael Ott (* 1964) ist ein deutscher Literaturwissenschaftler und Politiker.

## Leben
Ott studierte Germanistik, Geschichte und Politologie in Erlangen, München und Pisa und wurde 1999 mit einer Dissertation zu Ehre und Geschlechterdifferenz in der deutschen Literatur um 1800 an der LMU München promoviert. 2013 folgte die Habilitation zum Thema Poetiken der Höhe. Der alpine Diskurs und die deutschsprachige Literatur der Moderne. Seit 2012 vertritt Ott Professuren für Neuere Deutsche Literaturwissenschaft an verschiedenen Universitäten, so seit 2015 eine Professur für deutsche Literatur im europäischen Kontext an der Universität Konstanz. Als Politiker wurde Ott im Stimmkreis München-Mitte von der SPD als Direktkandidat für die bayerische Landtagswahl 2018 nominiert.
Seit Oktober 2019 leitet Ott den Bereich Literatur und Darstellende Kunst im Kulturreferat der Landeshauptstadt München.

## Auszeichnungen
- Lehrpreis der Universität Konstanz von Studierenden (2018)[1]

## Publikationen (Auswahl)
- Das ungeschriebene Gesetz. Ehre und Geschlechterdifferenz in der deutschen Literatur um 1800, Freiburg i. B. 2001 (rombach litterae, Bd. 81).
- SportsGeist. Dichter in Bewegung, Hamburg/Zürich 2006 (gem. mit Elisabeth Tworek)
- Poetik der Höhe. Der alpine Diskurs und die moderne Literatur. Paderborn 2023 (Reihe Periplous, Münchener Studien zur Literaturwissenschaft)

### Als Herausgeber
- Urworte. Zu Geschichte und Funktion erstbegründender Begriffe, München 2012 (hrsg. mit Tobias Döring)
- Natalität. Geburt und Anfänglichkeit in Literatur und Kunst, Paderborn 2014 (hrsg. mit Aage A. Hansen-Löve, Lars Schneider)
- Was der Fall ist. Casus und Lapsus, Paderborn 2014 (hrsg. mit Inka Mülder-Bach)